# Американская нумизматическая ассоциация
Американская нумизматическая ассоциация (англ. The American Numismatic Association, (ANA)) — ассоциация нумизматов, действует в городе Колорадо-Спрингс, США. Основана доктором Джорджем Гизом (George F. Heath) в Чикаго. Целью деятельности АНА является продвижение нумизматики как науки и деятельности в сфере образования, а также распространение интереса к нумизматике как хобби.
Национальная штаб-квартира и музей АНА расположены в Колорадо-Спрингс, Колорадо. Членами АНА являются более 25 тысяч человек, членство в организации можно приобрести на различный срок (один, три, пять лет или пожизненно) за взнос в $800-$1,200 долларов США, в зависимости от того, хочет ли претендент на членство получать журнал ассоциации в электронной версии или в печатной.
В 1912 году АНА за свою деятельность в сфере нумизматики получила хартию от Конгресса США.
Официальный журнал ассоциации — месячник «Numismatist», главным редактором которого является Барбара Грегори. Много статей в журнал пишут члены ассоциации.

## Музей денег
В Колорадо также находится Музей денег АНА, в котором хранится свыше 250 000 артефактов, представляющих историю нумизматики от изобретения первых денег до современности. Здесь также находится коллекция золотых монет, пробных монет и банкнот США, собранная Гарри Бассом. В музее проходят выставки на темы истории денег, искусства, археологии, банковского дела, экономики и коллекционирования монет.